# 雅加人
雅加人（西班牙語：Yaganes），又名雅甘人，雅馬納人（西班牙語：Yámana），是分布於智利和阿根廷南部的美洲原住民，也是生活在世界上最南方的民族之一。他們的傳統領地由大火地島南部向南至合恩角。他們已經存在了超過10000年。
他們傳統上是狩獵採集者，男人在島嶼間用獨木舟捕捉海獅，女人則採集貝類。雖然他們生活的地方十分寒冷，但在與歐洲人接觸前他们很少或幾乎不穿衣服，这是由于他們的代謝远高于常人，使他們能夠產生更多的內部體熱，長期圍在火堆邊，使用動物油脂覆蓋自己以及長時間保持蹲式靜止姿態以減少體溫的流失。
根据2017年智利人口普查，共有1600名雅加人生活在智利境内。在小猎犬号的首次环球航行中，船长罗伯特·菲茨罗伊曾将4名雅加人带至英格兰，并于1年之后的第二次环球航行中将幸存的3人带回火地群岛。查尔斯·达尔文在其著作中曾提及他們。
大多數雅加人目前已改說西班牙語。截至到2022年，居住在智利境內的克里斯蒂娜·卡尔德隆是最後一位純血统的雅加人，同时也是最后一位母语为雅加语的使用者。2022年2月16日，克里斯蒂娜·卡尔德隆因感染2019冠状病毒病引发的并发症在智利蓬塔阿雷纳斯去世。但雅玛纳语已经通过词典、录音及著作的方式被保存下来。